# 4035 (1986 WD)
4035 (1986 WD) је Јупитеров тројански астероид. Приближан пречник астероида је 68,46 ,
а средња удаљеност астероида од Сунца износи 5,282 астрономских јединица (АЈ).
Инклинација (нагиб) орбите у односу на раван еклиптике је 12,133 степени, а орбитални период износи 4434,781 дана (12,141 године). Ексцентрицитет орбите астероида износи 0,057.
Апсолутна магнитуда астероида износи 9,30 а геометријски албедо 0,071.
Астероид је откривен 22. новембра 1986. године.